# 28 Lyncis
28 Lyncis är en vit stjärna i huvudserien i stjärnbilden Lodjuret.
28 Lyncis har visuell magnitud +6,35 och är knappt synlig för blotta ögat vid god seeing. Den befinner sig på ett avstånd av ungefär 630 ljusår.